# 朱晓玫
朱晓玫（1949年—），法国华裔钢琴家，钢琴教授。目前住在法国巴黎。

## 生平
1949年出生于上海的一个艺术家庭，1950年随父母迁往北京。幼时随母学习音乐，八岁就作为神童在北京的电台上演奏钢琴，后就读于中央音乐学院附中。
文革中，朱晓玫被送到河北张家口的农场劳改五个年头，期间偷偷坚持钢琴练习，1974年返回北京。1977年恢复高考时她已经超过报考大学的年龄线，只好进了中央音乐学院的进修班，后在北京舞蹈学校任钢琴教师。
1980年，朱晓玫经香港前往美国，起初在波士顿红灯区打工，生活困窘。她曾向波士顿交响乐团首席女长笛手提出请求，以为她家打扫卫生为条件，换得在她家钢琴上练琴的机会。于新英格兰音乐学院获得硕士学位后，1985年赴法国发展，后加入法国籍。她在巴黎第一场音乐会演奏的是巴赫《哥德堡变奏曲》，从此开始国际艺术生涯。
朱晓玫的曲目范围主要包括斯卡拉蒂、海顿、莫扎特、贝多芬、舒伯特、舒曼等人的作品，尤其以演绎巴赫的作品著称，如《平均律键盘曲集》、六首组曲、《赋格的艺术》、《哥德堡变奏曲》等，其中后者她公开演奏超过两百次。有趣的是，她2007年出版的自传也按照《哥德堡变奏曲》的结构写成，包括三十个章节和一个咏叹调。
朱晓玫任教于巴黎音乐学院，2014年首次回到暌违35年之久的中国巡回演出，于母校中央音乐学院受聘为客座教授。

## 传奇经历
1957－1975——早年：文化大革命的幸存者 
朱晓玫出生于艺术世家，8岁即登台表演，上了北京电台。1962年，她以优异成绩从中央音乐学院附中毕业。文化大革命期间，朱晓玫被送到河北省张家口劳改5年。尽管遭此不幸，她仍盼望有一天这混乱会过去，还有机会重拾艺术与美好生活。她找到一架缺少琴弦的钢琴，自己用钢丝修补，以保持练习。1975年，她得以回到北京。恢复高考之后，她因为超龄无法考取中央音乐学院，只能以高等研修生的身份进修。随后，她进入北京舞蹈学院担任钢琴老师。
1979——从波斯顿新英格兰音乐学院获得钢琴硕士学位
改变她命运的时刻到了。1979年，美国著名小提琴家艾萨克·斯特恩访问中国，（在德高望重的钢琴家和教育家周广仁先生推荐和大力帮助下），斯特恩帮助联系朱晓玫赴美留学。朱晓玫自1980年赴美，在新英格兰音乐学院获得钢琴专业硕士学位。
朱晓玫在美国求学期间，生活辛苦，依靠兼职打工支持学业。她甚至曾经为波士顿交响乐团的首席长笛手做女佣。根据后来的一次采访，这位长笛手非常欣赏朱晓玫的工作。
1985——移居法国巴黎
1985年，就在美国签证过期之前两天，朱晓玫幸运地获得了到法国巴黎继续自己音乐梦想的机会。初来法国，她人生地不熟，但在巴黎高等音乐学院一位教授的欣赏和大力帮助下，她在学院得到了教职，总算可以维持生计。朋友们为她她提供了7处可以免费练习钢琴的地方。在朋友们的帮助下，朱晓玫出众的钢琴技巧逐渐为人所知，使她有机会在欧洲和南美洲等地举办了数次音乐会和独奏表演。
80s－90s——黄金岁月：大获成功
尽管没有经纪人推广，朱晓玫还是依靠对少数钟爱的作曲家的曲目，坚实而缓慢地在古典音乐界建立起自己的影响力。在她成名之后，在巴黎的每一场钢琴独奏音乐会都是一票难求，早早售罄。随后，她陆续在欧洲、北美、南美、亚洲甚至澳大利亚巡演。
她的录音和唱片热销，深受好些主要唱片公司的追捧。Mirare曾经为她出版了许多唱片。她擅长的曲目包括哥德堡变奏曲，斯卡拉蒂，海顿、莫扎特、贝多芬、舒伯特、舒曼等，但最爱的仍然是巴赫。她是目前公认在世演奏巴赫的权威。她已经录制发行了巴赫的《十二平均律钢琴曲集》， 《键盘组曲》，《键盘赋格曲》，《创意曲》，《钢琴协奏曲》和《哥德堡变奏曲》等。她的第一张唱片直到年逾50才发表。
有一个传奇故事说，有一次朱晓玫在巴黎的一场私人演奏会上弹奏哥德堡变奏曲，在场一位老太太深受她诠释的巴赫音乐感动，于是以极低的价格将自己在河畔的一间公寓租给朱晓玫居住。这间公寓临近卢浮宫和巴黎圣母院，窗外可以眺望优美的赛讷河。来访者说公寓内除了朱晓玫的钢琴和床之外，几乎空无一物。自从朱晓玫来到巴黎之后，她的生活一向极为低调简朴。
1994－2014——职业高峰
1994年，朱晓玫应邀在巴黎城市剧院举办独奏音乐会，这也是她作为钢琴家在巴黎的首次公演。从此之后，她的音乐会常常爆满。至今她仍然保持每年在城市剧院举办一次音乐会的传统。
她在香榭丽舍剧院的首演获得了巨大的成功。此后，香榭丽舍剧院邀请她每年都来举办音乐会，但作为一位完美主义者，朱晓玫拒绝了香榭丽舍剧院的邀请。
朱晓玫不喜欢过度爆光在公众面前，只想为那些懂得欣赏自己音乐的听众演奏，不愿拿着自己的传奇故事来吸引猎奇的听众。与大多数艺术家不同，她并不追求频繁登台出镜，而是节制自己的公演，仅保留给真正欣赏和热爱古典音乐的爱好者。
2014年6月21日，朱晓玫应邀在莱比锡的圣多马教堂演出。巴赫曾经在这间教堂担任音乐指挥23年之久。演奏会就在巴赫的坟墓前举行，朱晓玫是第一位在这间教堂举办音乐会的音乐家。一辈子演奏巴赫的朱晓玫后来回忆说，“演奏会从晚上10:30开始，直到凌晨1:30结束。对我来说，这是一次非常特别的经验。”这场演奏会的DVD和CD获得了2015国际古典音乐奖的特别成就奖。